# Marlon Mustapha
Suliman-Marlon Mustapha (Vienna, 24 maggio 2001) è un calciatore austriaco, attaccante dell'Altach in prestito dal Como.

## Carriera

### Club
Cresciuto calcisticamente in patria nelle giovanili di Nussdorfer AC, Red Star Penzing e Salisburgo, nel 2018 viene acquistato dal Magonza, che lo aggrega al proprio settore giovanile; nel 2020 viene promosso in prima squadra, ma non riesce ad esordire. Così, nell'estate del 2021 viene ceduto in prestito all'Admira Wacker Mödling.
A fine prestito fa ritorno al Magonza, in cui milita per un anno; il 12 luglio 2023, viene ceduto a titolo definitivo al Como, in Serie B.
Tuttavia coi lombardi trova poco spazio e, il 29 gennaio 2024, viene ceduto in prestito al Fortuna Düsseldorf.
Il 25 luglio 2024 viene ceduto in prestito al Greuther Fürth.
Il 4 febbraio 2025 il prestito al Greuther Fürth viene rescisso; il giorno successivo viene ceduto, sempre a titolo temporaneo, agli austriaci dell'Altach.

### Nazionale
Dopo aver giocato nelle nazionali giovanili austriache Under-18 ed Under-19, nel 2021 ha esordito con la nazionale Under-21.

## Statistiche

### Presenze e reti nei club
Statistiche aggiornate al 1° marzo 2025.
| Stagione          | Squadra            | Campionato        | Campionato | Campionato | Coppe nazionali | Coppe nazionali | Coppe nazionali | Coppe continentali | Coppe continentali | Coppe continentali | Altre coppe | Altre coppe | Altre coppe | Totale | Totale |
| Stagione          | Squadra            | Comp              | Pres       | Reti       | Comp            | Pres            | Reti            | Comp               | Pres               | Reti               | Comp        | Pres        | Reti        | Pres   | Reti   |
| ----------------- | ------------------ | ----------------- | ---------- | ---------- | --------------- | --------------- | --------------- | ------------------ | ------------------ | ------------------ | ----------- | ----------- | ----------- | ------ | ------ |
| 2020-2021         | Magonza II         | RL                | 25         | 7          | -               | -               | -               | -                  | -                  | -                  | -           | -           | -           | 25     | 7      |
| 2021-2022         | Admira Wacker M.   | BL                | 21+6       | 4+2        | CA              | 1               | 1               | -                  | -                  | -                  | -           | -           | -           | 28     | 7      |
| 2022-2023         | Magonza II         | RL                | 5          | 1          | -               | -               | -               | -                  | -                  | -                  | -           | -           | -           | 5      | 1      |
| Totale Magonza II | Totale Magonza II  | Totale Magonza II | 30         | 8          |                 | -               | -               |                    | -                  | -                  |             | -           | -           | 30     | 8      |
| 2022-2023         | Magonza            | BL                | 6          | 0          | CG              | 0               | 0               | -                  | -                  | -                  | -           | -           | -           | 6      | 0      |
| 2023-gen. 2024    | Como               | B                 | 7          | 0          | CI              | 1               | 0               | -                  | -                  | -                  | -           | -           | -           | 8      | 0      |
| gen.-giu. 2024    | Fortuna Düsseldorf | 2L                | 10         | 2          | CG              | 1               | 0               | -                  | -                  | -                  | -           | -           | -           | 11     | 2      |
| 2024-feb. 2025    | Greuther Fürth     | 2L                | 10         | 0          | CG              | 2               | 1               | -                  | -                  | -                  | -           | -           | -           | 12     | 1      |
| feb.-giu. 2025    | Altach             | BL                | 4          | 1          | CA              | -               | -               | -                  | -                  | -                  | -           | -           | -           | 4      | 1      |
| Totale carriera   | Totale carriera    | Totale carriera   | 94         | 17         |                 | 5               | 2               |                    | -                  | -                  |             | -           | -           | 99     | 19     |